# Grondwerker
Een grondwerker verricht eenvoudige handmatige graaf- en grondwerkzaamheden. 
Hij verricht graafwerk en eenvoudige werkzaamheden bij de aanleg van kabels en buizen bij woningbouw, bij de groenvoorziening en bij bodemsanering. Een grondwerker wegenbouw verricht alle voorkomende werkzaamheden, waaronder ook het afwerken van bermen, taluds en aardebanen maar ook het leggen van (riool)buizen of het bouwen van duikers. Hij graaft en dicht handmatig putten en sleuven op plaatsen waar machines niet dicht genoeg bij de werkplek kunnen komen of waar kabels of buizen liggen. 
De grondwerker werkt meestal in een ploeg en werkt samen met de kabelleggers, de machinisten van een hydraulische graafmachine en chauffeurs.